# جيم موراي
جيم موراي هو لاعب هوكي الجليد كندي، ولد في 25 نوفمبر 1943 في Virden, Manitoba ‏ في كندا.

## وصلات خارجية
- جيم موراي على موقع دوري الهوكي الوطني (الإنجليزية)
- جيم موراي على موقع EliteProspects.com (الإنجليزية)
- جيم موراي على موقع HockeyDB.com (الإنجليزية)
- جيم موراي على موقع Hockey-Reference.com (الإنجليزية)